# Папирус 2
Папирус 2 ({\displaystyle {\mathfrak {P}}}2) — древний фрагмент папируса с текстом Нового Завета, датируемый VI веком. В настоящее время он находится в Египетском музее Флоренции (инв. № 7134). На лицевой стороне папируса сохранился отрывок из текста Евангелия от Иоанна (12:12—15) на греческом языке. На обороте — отрывок из Евангелия от Луки (7:22—26,50) на коптском.
Возможно, фрагмент происходит из лекционария
. Тип текста смешанный. Аланд относит его к III категории.
Название города ιεροσολυμα (Иерусалим) дается в варианте ιερου[σο]λ̣υ̣[μα].
Эрменегильдо Пистелли датировал рукопись V или VI веком; Эрнст фон Добшютц — VI или VII веком.